# Avis au lecteur
L'avis au lecteur est un élément du paratexte d'un ouvrage placé par l'auteur ou l'éditeur au début de celui-ci afin de fournir au lecteur des informations jugées nécessaires pour la compréhension ou surtout l'acceptation de l'œuvre. Il peut s'agir d'un avertissement concernant le caractère choquant de la suite d'un roman ou encore signalant l'intention de l'écrivain afin qu'elle ne soit pas mal interprétée si elle risque de l'être.